# Бровцев, Вадим Владимирович
Вади́м Влади́мирович Бро́вцев (26 июля 1969, Челябинск-65 — 14 ноября 2024, Челябинская область) — российский государственный и общественный деятель, предприниматель. Председатель Правительства Республики Южная Осетия (5 августа 2009 — 26 апреля 2012).
Исполняющий обязанности Президента Республики Южная Осетия (11 декабря 2011 — 19 апреля 2012).

## Биография
Родился 26 июля 1969 года в закрытом городе Челябинск-65 (ныне город Озёрск Челябинской области).
Действительную военную службу проходил в частях Ракетных войск стратегического назначения (РВСН) СССР.
Окончил Свердловский Институт народного хозяйства (СИНХ) по специальности «Экономика и планирование материально-технического снабжения».
В 1990 году основал компанию «Вермикулит».
В 1994—1996 годах — директор транспортной компании «Урал-Авто».
В 1996—2005 годах — депутат Собрания депутатов Озёрского городского округа, первого и второго созывов.
В 2005—2009 годах — председатель совета директоров группы компании «Вермикулит».
Заочно обучался в Высшей школе приватизации и предпринимательства (ВШПП) и в Русской школе управления.
С 5 августа 2009 по 26 апреля 2012 года — Председатель Правительства Республики Южная Осетия.
С 11 декабря 2011 по 19 апреля 2012 года — исполняющий обязанности Президента Республики Южная Осетия.
С июня 2012 года до конца жизни — председатель совета директоров группы компании «Вермикулит».

## Во главе правительства Южной Осетии
До назначения Вадима Бровцева в Южной Осетии за период после распада СССР (с 1991 года) сменилось 13 глав правительства.
За назначение Вадима Бровцева на должность Председателя Правительства РЮО в ходе тайного голосования из 27-ми депутатов Парламента РЮО проголосовало 24 депутата, против — 3.
Таким образом, Вадим Владимирович Бровцев стал 14-м по счёту главой правительства за 19 лет существования Республики Южная Осетия. Назначение Вадима Бровцева прошло менее чем через месяц после визита Президента Российской Федерации Дмитрия Медведева в Цхинвал.

### Роль Правительства в системе органов государственной власти Южной Осетии
Полномочия, порядок и организация работы Правительства Республики Южная Осетия определяются Конституцией РЮО (статьи 73-76), конституционным законом и Регламентом работы Правительства РЮО (утверждается соответствующим Указом Президента РЮО).
Кандидатура Председателя Правительства РЮО предлагается Президентом РЮО и утверждается Парламентом РЮО. Освобождение от должности Председателя Правительства РЮО означает прекращение полномочий всего Правительства РЮО.
Правительство Республики Южная Осетия является высшим коллегиальным государственным органом единой системы исполнительной власти в РЮО. Правительство РЮО состоит из председателя, первого заместителя председателя, заместителей председателя, министров, руководителя Администрации Президента РЮО.

### Межправительственные соглашения с Россией
В период работы правительства Вадима Бровцева формировалась договорно-правовая база российско-югоосетинских отношений. С августа 2009 года по апрель 2012 года органы исполнительной власти Республики Южная Осетия и Российской Федерации подписали 50 двусторонних соглашений о сотрудничестве, в том числе 19 межправительственных соглашений.
Были подписаны следующие соглашения между Правительством РФ и Правительством РЮО[значимость факта?]:
1. Об оказании помощи Республике Южная Осетия в социально-экономическом развитии (подписано 26 августа 2009 года, вступило в силу 27 сентября 2011 года, нота МИД РФ № 639/4 от 15 февраля 2012 года);
2. О сотрудничестве в борьбе с преступностью (подписано 26 августа 2009 года, вступило в силу с даты подписания);
3. О поощрении и взаимной защиты капиталовложений (подписано 1 декабря 2009 года, вступило в силу 10 февраля 2011 года);
4. О взаимном учреждении торговых представительств (подписано 1 декабря 2009 года, вступило в силу 4 июня 2012 года);
5. О сотрудничестве в области охраны окружающей среды (подписано 29 декабря 2009 года, вступило в силу 8 декабря 2011 года);
6. О военно-техническом сотрудничестве (подписано 08 апреля 2010 года, вступило в силу 22 июня 2010 года);
7. О сотрудничестве в борьбе с незаконной миграцией (подписано 19 мая 2010 года, вступило в силу 26 ноября 2010 года);
8. О пункте пропуска через российско-югоосетинскую государственную границу (подписано 18 июня 2010 года, вступило в силу 06 апреля 2012 года);
9. О сотрудничестве в области правительственной связи (подписано 16 августа 2010 года, вступило в силу 13 сентября 2010 года);
10. О взаимной защите секретной информации (подписано 7 сентября 2010 года, вступило в силу с даты подписания);
11. Об условиях размещения дипломатических представительств РФ в РЮО и РЮО в РФ (подписано 11 октября 2010 года, вступило в силу 18 января 2011 года);
12. О сотрудничестве и взаимопомощи в таможенных делах (подписано 9 декабря 2010 года, вступило в силу 9 декабря 2011 года);
13. О сотрудничестве в области предупреждения и ликвидации чрезвычайных ситуаций (подписано 11 февраля 2011 года, вступило в силу 11 июля 2011 года);
14. О сотрудничестве в области геологического изучения и освоения недр (подписано 18 февраля 2011 года, вступило в силу 22 марта 2011 года);
15. Об учреждении и условиях деятельности информационно-культурных центров (подписано 25 апреля 2011 года, вступило в силу 6 апреля 2012 года);
16. О принципах сотрудничества и условиях взаимоотношений в области транспорта (подписано 25 апреля 2011 года, вступило в силу 27 июня 2011 года);
17. О сотрудничестве в области авиационного поиска и спасания (подписано 25 апреля 2011 года, вступило в силу 21 июня 2011 года);
18. О сотрудничестве в области связи, информационных технологий и массовых коммуникаций (подписано 20 сентября 2011 года, вступило в силу с даты подписания);
19. О режиме торговли товарами (подписано 2 марта 2012 года, вступило в силу 3 января 2014 года).

### МЧС Южной Осетии
23 февраля 1993 года было создано Министерство обороны и чрезвычайных ситуаций Республики Южная Осетия.
4 октября 2008 года было выделено самостоятельное Министерство по делам гражданской обороны, чрезвычайным ситуациям и ликвидации последствий стихийных бедствий РЮО. Первым министром МЧС РЮО с 31 октября 2008 по 14 июля 2014 года был Анатолий Бибилов (с 21 апреля 2017 года — президент РЮО). Материально-техническая база югоосетинского МЧС формировалась в 2008—2010 годах. За это время были построены три здания пожарно-спасательных частей (ПСЧ) в Дзауском районе — в посёлке Дзау, в селе Верхний Рук (у въезда в Рокский тоннель на границе с Россией), ПСЧ-5 в городе Квайса. В Цхинвале было реконструировано здание МЧС в комплексе с ПСЧ-2. Проведён капитальный ремонт ПСЧ-4 в посёлке Знаур и ПСЧ-6 в посёлке Ленингор. В дар Южной Осетии администрация Екатеринбурга построила здание ПСЧ-1 в Цхинвале.
11 февраля 2011 года в Москве министры МЧС России и Южной Осетии Сергей Шойгу и Анатолий Бибилов подписали Соглашение между Правительством РФ и Правительством ЮО о сотрудничестве в области предупреждения и ликвидации чрезвычайных ситуаций.
24 августа 2011 года в Цхинвал прибыла автоколонна 179-го спасательного центра МЧС России в составе 11 машин с 116 тонн гуманитарной помощи для школ и больниц Южной Осетии. В церемонии передачи российского гуманитарного груза югоосетинской стороне участвовали Сергей Шойгу, Вадим Бровцев, Анатолий Бибилов и председатель правительства Северной Осетии Николай Хлынцов.
На вопрос о том, как он оценивает деятельность МЧС Южной Осетии, Сергей Шойгу ответил: «Наблюдаю большой прогресс в работе <…>. Построены пожарные части, ведётся работа по развитию системы, решаются все необходимые задачи в области обеспечения безопасности граждан».

## Социально-экономическое развитие Южной Осетии в 2009—2012 годах
В период работы правительства Вадима Бровцева в Республике Южная Осетия были реализованы Комплексный план восстановления объектов РЮО и Инвестиционная программа содействия социально-экономическому развитию РЮО на 2011 год. Был пущен самый высокогорный в мире газопровод «Дзаурикау — Цхинвал». К началу 2011 года был достигнут существенный экономический рост, благодаря чему собственные доходы государственного бюджета Южной Осетии (за счёт налоговых поступлений) увеличились почти в два раза.

### Комплексный план восстановления объектов Южной Осетии (2008—2011)
С осени 2008 года по весну 2011 года в Республике Южная Осетия был реализован Комплексный план восстановления объектов РЮО (государственный заказчик — Государственный комитет по реализации проектов восстановления РЮО). За это время на территории республики было сдано в эксплуатацию 792 объекта.
Однако, по словам вступившего в 2012 году на пост президента Южной Осетии Леонида Тибилова, были растрачены почти все средства, поступившие в ЮО с 2008 по 2012 год, при этом на 2013 год восстановление республики находилось в своей начальной фазе: с 2008 года не было введено ни одного нового предприятия или завода.

#### Реализация Комплексного плана в 2008—2009 годах
В соответствии с распоряжением Правительства РФ от 20 августа 2008 года № 1225-р, координация восстановительных процессов осуществлялась Межведомственной комиссией (МВК) по оказанию содействия в вопросах восстановления и социально-экономического развития Республики Южная Осетия. В состав МВК были включены ответственные руководители органов исполнительной власти Российской Федерации и Северной Осетии, а также самой Южной Осетии.
В частности, ещё к 1 сентября 2008 года, то есть почти сразу после окончания военных действий, в Южной Осетии были открыты 50 средних общеобразовательных школ. Тогда же в Цхинвале возобновил работу Юго-Осетинский государственный университет (ЮОГУ) имени А. А. Тибилова.
Всего на 2008—2010 годы в государственном бюджете Российской Федерации на реализацию программ по восстановлению Южной Осетии было предусмотрено 14,2 млрд руб. В 2008—2009 годах финансирование в рамках мероприятий Комплексного плана составило 8,5 млрд руб.

#### Реализация Комплексного плана в 2010—2011 годах
В 2010 году в федеральном бюджете РФ были предусмотрены ассигнования в сумме 5,7 млрд руб. Из этой суммы 630 млн руб. были предназначены на завершение реализации Комплексного плана. 5,07 млрд руб. — на реконструкцию и строительство объектов (в рамках межправительственного соглашения от 26 августа 2009 года об оказании помощи Республике Южная Осетия в социально-экономическом развитии). Государственный заказчик — ФГУ «Южная дирекция реализации программ и проектов».
По состоянию на 26 апреля 2010 года были завершены работы по 385 объектам (мероприятиям). В том числе: 20 объектов образования, 2 объекта культуры, 14 объектов здравоохранения, 12 объектов газоснабжения, 48 объектов дорожной инфраструктуры, 51 объект энергоснабжения, 32 объекта связи и массовых коммуникаций, 14 объектов муниципальных и государственных органов власти, 5 объектов инженерной и транспортной инфраструктуры, 85 объектов муниципального жилого фонда, 102 объекта индивидуального жилого фонда.

### Инвестиционная программа содействия социально-экономическому развитию Южной Осетии (2011)
За время работы правительства Вадима Бровцева в Южной Осетии была реализована Инвестиционная программа содействия социально-экономическому развитию РЮО на 2011 год.

### Развитие газового хозяйства Южной Осетии (2009—2012)
В период работы правительства Вадима Бровцева в Южной Осетии был пущен самый высокогорный в мире газопровод «Дзаурикау — Цхинвал». Также было подписано соглашение о сотрудничестве с ОАО «Газпром».

#### Запуск газопровода «Дзаурикау — Цхинвал»
26 августа 2009 года начал работу газопровод «Дзуарикау — Цхинвал» — некоммерческий экспортный газопровод из России в Южную Осетию. В официальной церемонии его запуска заочно приняли участие председатель Правительства Российской Федерации Владимир Путин, председатель Правления ОАО «Газпром» Алексей Миллер и президент Республики Южная Осетия Эдуард Кокойты, находившийся в Москве с рабочим визитом.
На торжественной церемонии в Цхинвале присутствовал заместитель председателя Правления ОАО «Газпром» Александр Ананенков. Открыл церемонию в Цхинвале новый премьер-министр Южной Осетии Вадим Бровцев. В своём выступлении он заявил, что «расширение поставок газа в Южную Осетию в существенной степени будет содействовать подъему экономику, обеспечению энергетической независимости страны, повышению уровня комфортности проживания людей».
Газопровод «Дзуарикау — Цхинвал» является самым высокогорным в мире, его длина газопровода составляет 175 км. Почти половина трассы проложена в горной местности на высоте более 1,5 км. На трассе проложено 15 тоннелей, построено 29 переходов через водные преграды. Трасса проходит через пять горных хребтов, а на Кударском перевале преодолевает точку в 3148 метров. Запуск газопровода позволил Южной Осетии избавиться от зависимости от поставок газа из Грузии по газопроводу-отводу «Агара — Цхинвал» (от магистрального газопровода «Тбилиси — Кутаиси»), которые не раз прерывались с грузинской стороны по политическим причинам. Также попутно были газифицированы сёла Северной Осетии.

#### Газификация населённых пунктов
26 августа 2009 года Правительство Республики Южная Осетия и ОАО «Газпром» подписали Соглашение о сотрудничестве в развитии газовой отрасли. Документ предусматривает газификацию населенных пунктов Южной Осетии, разработку и внедрение газосберегающих технологий, развитие информационных технологий в системе газоснабжения.
Стороны подписали соглашение, руководствуясь рамочным Договором о дружбе и сотрудничестве между РФ и РЮО от 17 сентября 2008 года.

#### Стоимость газа
До 26 августа 2009 года газ в Южную Осетию поступал с перерывами через Грузию по экспортным ценам. По информации Правительства РЮО, благодаря строительству и вводу газопровода «Дзуарикау-Цхинвал» Южная Осетия, а также ранее подписанному Соглашению, РЮО стала получать газ по внутренним российским ценам.

#### ОАО «Газпром — Южная Осетия»
7 июня 2010 года Вадим Бровцев и Алексей Миллер подписали договор о создании совместного предприятия ОАО «Газпром — Южная Осетия». Согласно договору, 75 % акций нового СП принадлежат «Газпрому». Остальные 25 % — Республике Южная Осетия. Цель СП — совместное безлопастная эксплуатация газопровода опираясь на поддержку российских технических специалистов. Начиная с 2014 года, ООО «Газпром экспорт» поставляет газ в Южную Осетию по ежегодно продлеваемому контракту с РГУП «Энергоресурс — Южная Осетия».

#### РГУП «Энергоресурс — Южная Осетия»
Республиканское государственное унитарное предприятие (РГУП) Управление энергетического комплекса (УЭК) «Энергоресурс — Южная Осетия» было создано в сентябре 2009 года путём объединения ГУП «Управление Цхинвальского водопровода» и объединения «Энергетика». Основная функция нового предприятия — обеспечение водо-, газо-, тепло- и электроснабжения жилого фонда и других объектов в Южной Осетии.
«Реорганизация предприятий и объединение их в единый комплекс вызвана необходимостью повышения эффективности их работы, что в конечном итоге должно привести к удешевлению стоимости услуг для населения», — заявил Вадим Бровцев на пресс-конференции 2 октября 2009 года.
5 марта 2012 года в Цхинвале открылась ремонтно-производственная база РГУП «Энергоресурс — Южная Осетия», построенная в рамках реализации Комплексного плана по восстановлению объектов РЮО.

### Государственный бюджет Южной Осетии в 2009—2012 годах
К началу 2011 года, за первые полтора года своей работы, Правительство Республики Южная Осетия во главе с Вадимом Бровцевым смогло добиться существенного экономического роста. Это привело к многократному росту собственных доходов государственного бюджета РЮО.
28 декабря 2011 года Парламент Южной Осетии утвердил проект закона «О государственном бюджете РЮО на 2012 год». Из участвовавших в сессии 28 депутатов 27 проголосовали за принятие бюджета, один парламентарий воздержался. Согласно закону, сумма госбюджета Южной Осетии на 2012 год составила 6 миллиардов 532 миллионов рублей.
В эту цифру была включена финансовая помощь Российской Федерации в размере 5 млрд 497 млн руб., в том числе на осуществление бюджетных инвестиций — 2 млрд 960 млн руб., на социально-экономического развитие — 2 млрд 537 млн руб.
Собственные доходы Южной Осетии в 2012 году были спрогнозированы на уровне 495 млн руб. К бюджету 2012 года прибавится также переходящий остаток 2011 года — более 36 млн руб.
Новым законом было предусмотрено 50%-е повышение зарплаты работникам социальной сферы с 1 января 2012 года.

### Развитие внешнеэкономических связей Южной Осетии в 2009—2012 годах
Одним из направлений деятельности правительства Южной Осетии в 2009—2012 годах стало активное участие в международных экономических форумах, презентация потенциальным инвесторам экспортной продукции и экономического потенциала республики.

#### Южная Осетия на Петербургском экономическом форуме
В качестве главы официальной делегации Республики Южная Осетия Вадим Бровцев дважды, в июне 2010 года и в июне 2011 года, принимал участие в работе Петербургского международного экономического форума (ПМЭФ) — главного ежегодного экономического саммита России и стран СНГ, иногда называемого «Русский Давос».
В рамках Года Франции в России, участие в «Русском Давосе» принял президент Франции Николя Саркози, соавтор и подписант «Плана Медведева — Саркози» по урегулированию войны в Грузии в августе 2008 года.
В рамках ПМЭФ 2010 Вадим Бровцев провел переговоры с рядом официальных лиц РФ и других государств. С главой правительства Южной Осетии встретились губернатор Валентина Матвиенко, глава Северной Осетии Таймураз Мамсуров, полномочный представитель Президента РФ в Северо-Кавказском федеральном округе (СКФО) Александр Хлопонин, министр экономики Узбекистана Сунатилла Бекенов, министр экономики и развития Туркменистана Бяшиммурад Ходжамаммедов.
Кроме этого, Вадим Бровцев принял участие в круглых столах деловых кругов «Бизнес-диалог Россия — СНГ», «Бизнес-диалог Россия — ЕС», в пленарных заседаниях форума, в сессии с участием Президента РФ Дмитрия Медведева «Россия сегодня и завтра. Новые туристические направления — Северный Кавказ».
В работе ПМЭФ 2011 приняли участие президент России Дмитрий Медведев и 6 лидеров иностранных государств, считая Бровцева.
Ху Цзиньтао — председатель Китайской Народной Республики (КНР); Нурсултан Назарбаев — президент Казахстана; Тарья Халонен — президент Финляндии; Махинда Раджапаксе — президент Шри-Ланки; Хосе Луис Родригес Сапатеро — председатель Правительства Испании; Вадим Бровцев — председатель Правительства Южной Осетии.

#### Южная Осетия на Международном Инвестиционном форуме в Сочи
В составе официальной правительственной делегации Республики Южная Осетия премьер-министр РЮО Вадим Бровцев дважды, в 2010 и 2011 годах, принимал участие в работе международного инвестиционного форума в Сочи.
16-19 сентября 2010 года в Сочи в девятый раз прошёл международный инвестиционный форум. В его работе приняли участие председатель Правительства РФ Владимир Путин, 8 федеральных министров, президент Республики Абхазия Сергей Багапш, 13 руководителей дипломатических представительств иностранных государств.
Наряду с Вадимом Бровцевым в правительственную делегацию Южной Осетии было включено ещё 11 человек, представителей министерств и ведомств РЮО.
15-18 сентября 2011 года состоялся юбилейный X Международный инвестиционный форум «Сочи-2011». Всего на Форуме зарегистрировалось более 8,2 тыс. участников, в том числе официальная правительственная делегация Республики Южная Осетия.
По словам Вадима Бровцева, приглашение Южной Осетии на X Международный инвестиционный форум «Сочи-2011» ещё раз подчёркивает динамичное развитие сотрудничества Республики с Российской Федерацией.
Участие в работе Форума приняли председатель Правительства РФ Владимир Путин; вице-премьеры Дмитрий Козак, Игорь Сечин, Сергей Иванов, министры Эльвира Набиуллина (Минэкономразвития), Игорь Щеголев (Минкомсвязь), Сергей Шматко (Минэнерго), Виктор Басарги (Минрегион). На Форум прибыло 548 иностранных участников из 47 зарубежных государств, в том числе 13 чрезвычайных и полномочных послов, а также президент Абхазии Александр Анкваб.

#### Международный Форум и выставка «Чёрное море 2011 — Парад инноваций и инвестиционных проектов»
14-16 декабря Южная Осетия приняла участие в Международном Форуме и выставке «Черное море 2011 — Парад инноваций и инвестиционных проектов». Мероприятие прошло в Москве в павильоне № 57 Всероссийского выставочного центра (ВВЦ).
Представители Южной Осетии участвовали в Форуме и выставке по приглашению Российского Национального Комитета по Черноморскому Экономическому Сотрудничеству (РНК ЧЭС), который представляет Россию в Деловом совете ЧЭС.
В Форуме приняли участие более 30 стран, в том числе Россия, Абхазия, Украина, Молдова, Болгария, Сербия, Греция, Турция и Иран. Как отмечалось в официальных материалах РНК ЧЭС, мероприятие подобного масштаба, охватывающее все страны ЧЭС, страны-наблюдатели и страны-партнёры по секторальному диалогу (более 30 стран), в России состоялось впервые.
На выставке демонстрировался фильм с видами Южной Осетии, были представлены продукты сельского хозяйства Южной Осетии: минеральная вода «Багиата», сыр разных сортов, молодое осетинское вино урожая 2011 года, осетинское пиво и т. д.
Также в ВВЦ впервые был представлен новый бренд Южной Осетии — вода «Ерман Дон», которая стала официальной водой Форума. Вода «Ерман Дон» также поставляется Дипломатическому корпусу, аккредитованному в России.

## И. о. Президента Южной Осетии
После отставки президента Республики Южная Осетия Эдуарда Кокойты председатель Правительства РЮО Вадим Бровцев 11 декабря 2011 года стал временно исполняющим обязанности главы государства. 19 апреля 2012 года, в связи со вступлением в должность нового президента РЮО Леонида Тибилова, Вадим Бровцев и все прочие члены Правительства РЮО сложили свои полномочия. До 26 апреля 2012 года Вадим Бровцев временно исполнял обязанности председателя Правительства РЮО.

#### «Снежная революция» (2011)
В ноябре 2011 года в Южной Осетии прошли очередные выборы президента республики и разразился общественно-политический кризис, получивший известность как «Снежная революция».
13 ноября 2011 года прошёл первый тур президентских выборов, а также референдум о придании русскому языку статуса государственного. 17 ноября 2011 года Центральная избирательная комиссия РЮО огласила официальные результаты голосования. По данным ЦИК, всего в выборах приняли участие 24 тыс. 404 избирателей. Глава МЧС Анатолий Бибилов набрал 6066 голосов (24,86 %), бывший министр образования Алла Джиоева — на 14 голосов меньше — 6052 (24,8 %).
По данным ЦИК, 27 ноября 2011 года во втором туре президентских выборов за Аллу Джиоеву проголосовало 14 тыс. 828 избирателей (56,74 %), за Анатолия Бибилова 10 тыс. 462 (40 %) голосов. Против обоих кандидатов проголосовало 299 избирателей (1,1 %).
29 ноября 2011 года Верховный суд Южной Осетии рассмотрел жалобу Анатолия Бибилова и признал результаты второго тура выборов президента РЮО недействительными в связи с тем, что, по мнению сторонников Анатолия Бибилова, со стороны Аллы Джиоевой на избирателей оказывалось давление, а также имел факт подкупа голосов.
В тот же день, 29 ноября 2011 года, Парламент Южной Осетии назначил повторные выборы президента на 25 марта 2012 года. Тогда же в центре Цхинвала начался митинг сторонников Аллы Джиоевой.
30 декабря 2011 года Алла Джиоева объявила себя «избранным президентом» и сформировала «Госдуарственный совет». 1 декабря сторонники Джиоевой разбили палаточный лагерь в центре Цхинвала. 3 декабря оппозиция потребовала отставки Эдуарда Кокойты с поста президента РЮО. На 10 декабря штаб Джиоевой запланировал инаугурацию «избранного президента».
1 декабря 2011 года представитель Администрации Президента РФ Сергей Винокуров начал переговоры с президентом РЮО Эдуардом Кокойты и с Аллой Джиоевой.
Поздно вечером в пятницу, 9 декабря 2011 года, Эдуард Кокойты и Алла Джиоева (как «лидер югоосетинской оппозиции») подписали «Соглашение о совместных действиях по урегулированию политического кризиса в Республике Южная Осетия, возникшего по итогам выборов Президента Республики Южная Осетия в ноябре 2011 года».
В соответствии с Соглашением, Алла Джиоева обязалась признать решение Парламента Южной Осетии о назначении даты повторных президентских выборов на 25 марта 2012 года. В свою очередь, после обращения Джиоевой к своим сторонникам президент Эдуард Кокойты обязался объявить о своей отставке. После отставки Кокойты исполнение обязанностей Президента РЮО переходило к председателю Правительства РЮО Вадиму Бровцеву.
Гарантом выполнения Соглашения и его депозитарием выступила Российская сторона. Соглашение было составлено в одном экземпляре, который «находится на хранении у Российской стороны».

#### Стабилизация политической ситуации (2011—2012)
На следующий день после подписания Соглашения с Аллой Джиоевой, 10 декабря 2010 года президент Южной Осетии Эдуард Кокойты объявил о своей отставке и передал полномочия главы государства председателю Правительства РЮО Вадиму Бровцеву.
С 11 декабря 2011 года Вадим Бровцев стал временно исполняющим обязанности Президента Республики Южная Осетия.
C 20 декабря 2011 года Вадим Бровцев был назначен председателем Совета безопасности Республики Южная Осетия. Секретарём Совбеза был назначен председатель Комитета государственной безопасности РЮО Борис Аттоев.
Кроме того, постоянными членами Совбеза назначены: глава МЧС Анатолий Бибилов; министр обороны Валерий Яхновец; министр внутренних дел Валерий Валиев; министр иностранных дел Мурат Джиоев; руководитель президентской администрации Арсен Гаглоев; руководитель Службы внешней разведки Алан Елбакиев; и. о. председателя парламента РЮО Зураб Кокоев; государственный советник президента РЮО по вопросом координации работы силовых ведомств Олег Мельник.
Согласно Конституции Республики Южная Осетия, исполняющий обязанности президента РЮО обладает всеми полномочиями президента кроме следующих: не имеет права ставить вопрос о роспуске Парламента РЮО, назначать референдум, а также вносить предложения об изменениях и дополнениях в Конституцию РЮО.
Приступив к временному исполнению обязанностей президента Южной Осетии, Вадим Бровцев провёл расширенное рабочее совещание с участием руководителей органов исполнительной власти, администраций и силовых ведомств РЮО. Открывая совещание, Бровцев выступил с официальным заявлением:

«Как председатель действующего правительства, приступив к исполнению обязанностей президента РЮО, считаю необходимым заявить следующее:
— Для меня большая честь и не менее большая ответственность в период становления государственности в РЮО исполнять обязанности главы государства.
— Возложенные на меня обязанности буду выполнять, строго руководствуясь нормами существующего права и морали.
— Сегодня под моим председательством было проведено совещание с представителями всех силовых ведомств, на котором руководители силовых структур подтвердили, что обеспечивают в полной мере внешнюю защиту государства и поддержание правопорядка на территории РЮО. Сотрудникам правоохранительных органов дано указание, как и прежде, осуществлять свою деятельность строго в рамках Закона.
— Исходя из существующего политического календаря, руководством Республики приняты все необходимые меры по организации предстоящего выборного процесса в полном соответствии с правовыми нормами.
— В оставшийся до выборов период призываю руководителей всех уровней с чувством ответственности перед народом Южной Осетии подойти к исполнению своих должностных обязанностей, обеспечить трудовую дисциплину и нормальное функционирование систем жизнеобеспечения населения.
В спокойной, взвешенной обстановке мы обязаны продолжить дело восстановления РЮО, и в скором времени демократическим путём на всенародных выборах избрать нового главу государства.
Приоритетом для меня была и остается работа во благо Человека, обеспечение конституционных прав и свобод гражданина, обеспечение безопасности каждого жителя Республики, а также экономического развития государства».
— Вадим Бровцев
1 января 2012 года в должности исполняющего обязанности президента Южной Осетии Бровцев принял участие в учениях ОМОН МВД РЮО.

#### Выборы 2012 года
25 марта и 8 апреля 2012 года прошли выборы Президента Республики Южная Осетия. В списки избирателей были внесены 34 тыс. 360 человек. В выборах приняли участие четыре кандидата.
27 марта 2012 года был подписан итоговый протокол Центральной избирательной комиссии РЮО. Согласно документу, во второй тур выборов вышли Леонид Тибилов, набравший 42,48 % голосов (11 тыс. 453 избирателя), и Давид Санакоев — 24,58 % (6 627 голосовавших). Два другие кандидата — Дмитрий Медоев, набравший 23,79 % (5 415 голосов избирателей) и Станислав Кочиев, за которого проголосовало 5,25 % (1 417) выбыли из президентской гонки. Против всех проголосовало 0,80 % избирателей, что составляет 216 голосов. Явка, по данным ЦИК РЮО, составила 70,1 %.
По данным югоосетинского Центризбиркома, во втором туре президентских выборов 8 апреля 2012 года приняли участие 71,26 % избирателей (29 тыс. 166 человек из 40 тыс. 929 внесённых в списки избирателей). Леонид Тибилов получил 56,12 % голосов избирателей (15 тыс. 786 проголосовавших). Давид Санакоев — 42,65 % (12 тыс. 439 проголосовавших). «Против всех» отдали свои голоса 0,9 % (279 избирателей). В соответствии с Конституцией Южной Осетии, инаугурация избранного президента республики состоялась на десятый день после официального объявления результатов выборов — 19 апреля 2012 года. В тот же день Вадим Бровцев и все прочие члены Правительства РЮО сложили свои полномочия.
До 26 апреля 2012 года Вадим Бровцев временно исполнял обязанности председателя Правительства Республики Южная Осетия.

#### Внешняя политика
В период правления Вадима Бровцева был продолжен внешнеполитический курс на усиление внешнеполитической позиций Южной Осетии. К тому моменту кроме России независимость РЮО признавали одно частично признанное государство (Абхазия), два непризнанных государства (Нагорный Карабах, Приднестровье) и четыре государства-члена ООН (Венесуэла, Никарагуа, Науру, Тувалу). Южная Осетия, Абхазия, НКР и ПМР продолжали взаимодействовать в формате Содружества непризнанных государств (СНГ-2).
Посольства Южной Осетии действовали в Москве и Сухуме, полномочное представительство — в Тирасполе.
Продолжали активно развиваться двусторонние отношения Южной Осетии с субъектами Российской Федерации, особенно с Северной Осетией.
20 декабря 2011 года Вадим Бровцев отправил в Пхеньян на имя Ким Чен Ына официальную телеграмму соболезнования в связи со смертью лидера КНДР Ким Чен Ира (скончался 17 декабря 2011 года).
23 декабря 2011 года Вадим Бровцев направил поздравил с наступающими праздниками Нового года и Рождества Христова официальных лиц Российской Федерации: президента РФ Дмитрия Медведева, председателя Правительства РФ Владимира Путина, председателя Совета Федерации Федерального Собрания РФ Валентину Матвиенко и председателя Государственной Думы ФС РФ шестого созыва Сергея Нарышкина.
8 апреля 2012 года Вадим Бровцев поздравил Сергея Шойгу с наделением полномочиями Губернатора Московской области.
2 марта 2012 года в Москве состоялось пятое заседание Межправительственной комиссии (МПК) по социально-экономическому сотрудничеству между Российской Федерацией и Республикой Южная Осетия. В рамках мероприятия было подписано межправительственное соглашение «О режиме торговли товарами». Свои подписи под документом поставили исполняющий обязанности президента РЮО Вадим Бровцев и заместитель министра экономического развития РФ Алексей Лихачев.

#### Социальная политика
В период с 1 января по 6 марта 2012 года в Южной Осетии были сданы в эксплуатацию 80 частных жилых домов, построенных в рамках Комплексного плана восстановления объектов РЮО.
30 января 2012 года и. о. президента Республики Южная Осетия Вадим Бровцев запретил своим указом оказание платных медицинских услуг населению в государственных учреждениях здравоохранения на территории республики.
В соответствии с указом, было отменено постановление Правительства РЮО от 24 октября 1998 года № 215 «О формировании внебюджетных средств в учреждениях, финансируемых из средств государственного бюджета», в части, касающейся учреждений здравоохранения.
5 марта 2012 года в Цхинвале открылась ремонтно-производственная база РГУП «Энергоресурс — Южная Осетия», построенная в рамках реализации Комплексного плана по восстановлению объектов РЮО.
6 марта 2012 года в Цхинвале открылся детский сад № 5.
12 марта 2012 года в Знауре открылась районная стационарная больница на 50 койко-мест. Больница построена на месте бывшей поликлиники, здание которой было повреждено во время землетрясения 1991 года и войны 2008 года. В торжественной церемонии открытия приняли Вадим Бровцев, заместитель председателя правительства РЮО Доменти Кулумбегов, министр здравоохранения РЮО Лариса Валиева, представитель Министерства здравоохранения России Анатолий Храмов и глава администрации Знаурского района Инал Габараев. Вадим Бровцев преподнёс в дар больнице картину с изображением святого Георгия.
23 марта 2012 года в Знауре состоялось торжественное открытие районного дворца культуры.
20 апреля 2012 года в Цхинвале открылся плавательный бассейн «Дельфин». На церемонии открытия присутствовали новый президент РЮО Леонид Тибилов, исполняющий обязанности председателя правительства РЮО Вадим Бровцев, и. о. заместителя председателя правительства РЮО Доменти Кулумбегов, и. о. министра образования, науки и молодёжной политики РЮО Римма Плиева, учащиеся городских школ.

## После возвращения из Южной Осетии
26 апреля 2012 года президент Республики Южная Осетия Леонид Тибилов подписал указ об освобождении Вадима Бровцева от занимаемой должности исполняющего обязанности председателя Правительства РЮО. Новым и. о. главы правительства был назначен Ростислав Хугаев.
После сложения полномочий возглавляемого им Правительства Южной Осетии Вадим Бровцев вернулся в Россию, где продолжил работу в должности председателя совета директоров группы компании «Вермикулит».
Выступал в российских СМИ с актуальными интервью, публикациями и комментариями по ситуации вокруг Южной Осетии и на постсоветском пространстве, развитию экономики России.
В ноябре 2012 года в интервью изданию «Российская газета» Вадим Бровцев отметил, что для модернизации экономики современной России необходимы значительные инвестиции.
26 августа 2018 года, на юбилейную 10-ю годовщину официального признания Россией независимости Абхазии и Южной Осетии, на сайте информационного агентства «Росбалт» вышла статья Вадима Бровцева «10-летие признания РЮО — исторические уроки».
19 июля 2021 года на сайте издания «Независимая газета» была опубликована статья Вадима Бровцева «Постсоветские страны: к вопросу об основных критериях коллективной безопасности».
5 августа 2021 года «Российская газета» опубликовала интервью Вадима Бровцева «Южная Осетия: трагедия и героизм „08.08.08“».
Вспоминая годы своей работы в Южной Осетии, Вадим Бровцев отметил:

«Это были самые сложные и одновременно самые счастливые годы моей жизни. Сложность проявлялась во всем, особенно в вопросах преодоления последствий послевоенной разрухи, при восстановлении системы управления, решении многочисленных социальных проблем, налаживании конструктивных взаимоотношений с местными элитами.
Но не только я, но и все, кто работал тогда в системе государственного управления, от президента республики до рядового госслужащего, осознавали важность нашей общей, прежде всего, гуманитарной миссии. От нас зависело многое и, главное, — восстановление мирной жизни народа Южной Осетии. Работали фактически круглосуточно».

14 сентября 2021 года, накануне юбилейного саммита глав государств-членов ШОС в Душанбе, в «Независимой газете» была опубликована статья «Шанхайская организация сотрудничества. Состояние и перспективы развития». По мнению автора, «особо конструктивный потенциал» ШОС в перспективе может определить вектор геополитического развития во всем мире.
Скоропостижно скончался 14 ноября 2024 года в Челябинской области на 56-м году жизни.

## Семья
Был женат. В семье двое детей: дочь и сын.
Дед Вадима Бровцева — Сергей Георгиевич Бровцев (18 сентября 1920 — 16 июля 1964), Герой Советского Союза (25 июня 1958), полковник ВВС СССР (1958), заслуженный лётчик-испытатель СССР (24 января 1963), военный лётчик 1-го класса. Освоил и испытал около 100 типов самолётов и вертолётов. Трагически погиб 16 июля 1964 года во время испытаний винтокрыла Ка-22. Успел отвести падающий винтокрыл от железной дороги, по которой шёл пассажирский электропоезд с десятками людей.